# RT (stacja telewizyjna)
RT (do 2009 jako Russia Today) – ogólnoświatowa wielojęzyczna telewizja informacyjna z siedzibą w Moskwie, założona przez rosyjski rząd.
Stacja nadaje od 10 grudnia 2005 roku 24 godziny na dobę przez 7 dni w tygodniu. Założona została z inicjatywy ówczesnego ministra komunikacji Michaiła Lesina oraz Aleksieja Gromowa – rzecznika prasowego Władimira Putina. Właścicielem stacji jest rosyjska międzynarodowa agencja informacyjna Rossija siegodnia (do 2013 RIA Nowosti) finansowana ze środków budżetu Rosji. Redaktorem naczelnym stacji jest od początku Margarita Simonian.
W RT pracuje przeszło 700 korespondentów, dziennikarzy, tłumaczy, prezenterów, producentów. Stacja dociera do około 150 milionów odbiorców na całym świecie.
Oprócz angielskiej i rosyjskiej wersji językowej, stacja nadaje również w języku hiszpańskim, arabskim i niemieckim. W 2009 r. był to drugi pod względem oglądalności zagraniczny kanał informacyjny w USA po BBC World News.
Stacja wielokrotnie oskarżana była o działania propagandowe na rzecz Rosji, szerzenie dezinformacji oraz propagowanie teorii spiskowych. Od 2020 roku zakazano nadawania jej na Litwie i na Łotwie, a od 24 lutego 2022 także w Polsce. 27 lutego 2022 roku, w związku z rosyjską agresją na Ukrainę, stacja jako źródło rosyjskiej dezinformacji została objęta zakazem działalności na terenie Unii Europejskiej.

## Działalność
Pierwsze programy Russia Today powstawały w studio telewizyjnym przy Zubowskim Bulwarze w Moskwie. W 2006 roku jej sygnał został udostępniony przez platformę cyfrową British Sky Broadcasting, a stacja uruchomiła studio w Londynie. W ciągu kolejnego roku zasięg został poszerzony o Włochy, Belgię i Holandię. W czerwcu 2007 roku uruchomiony został kanał Russia Today na YouTube. W tym samym roku uruchomiony został kanał Rusiya Al-Yaum w języku arabskim.
W roku 2009 doszło do zmiany nazwy z Russia Today na RT. W roku 2009 uruchomiony został kolejny, hiszpańskojęzyczny kanał językowy – RT en Español. Stacja uruchomiła na jego potrzeby studia w Madrycie, Miami, Hawanie, Los Angeles i Buenos Aires.
11 czerwca 2009 roku RT rozpoczęła współpracę z CNN w ramach projektu World Report, a stacja rozpoczęła nadawanie w Kanadzie, Indiach i Hongkongu. W styczniu 2010 roku uruchomione zostało studio w Waszyngtonie i RT rozpoczęła nadawanie na rynku amerykańskim. W roku 2011 portfolio nadawcy powiększyło się o kanał dokumentalny RT Doc.

### Polska
Od października 2008 roku telewizję internetową RT można było oglądać w angielskiej wersji językowej na platformie multimedialnej Onet.tv.
24 lutego 2022 roku Krajowa Rada Radiofonii i Telewizji, powołując się na kwestie bezpieczeństwa i obronności Rzeczypospolitej Polskiej w związku z rozpoczęciem przez Federację Rosyjską działań wojennych na Ukrainie w ramach wojny rosyjsko-ukraińskiej, podjęła uchwałę w sprawie wykreślenia z „Rejestru programów telewizyjnych rozpowszechnianych wyłącznie w systemie teleinformatycznym i programów rozprowadzanych” między innymi kanału RT.

### Łotwa
30 czerwca 2020 roku łotewska Krajowa Rada ds. Mediów Elektronicznych (NEPLP) zakazała emisji siedmiu kanałów RT w związku z sankcjami nałożonymi w 2014 roku przez Radę Unii Europejskiej na Dmitrija Kisielowa, pod którego „faktyczną kontrolą i wyłącznym nadzorem” znajdowała się stacja. W oświadczeniu prasowym NEPLP dodatkowo uzasadniała swoją decyzję szerzeniem przez RT treści propagandowych, mających przedstawiać Łotwę jako „upadłe państwo”.

### Niemcy
W grudniu 2021 rząd Niemiec wszczął postępowanie przeciwko niemieckojęzycznemu oddziałowi RT, który prowadził działalność bez odpowiedniej licencji. W ciągu kilku dni zdjęto jej kanał telewizyjny. W lutym 2022 zablokowano RT.

### Wielka Brytania
18 marca 2022 brytyjski Ofcom unieważnił licencję na nadawanie ze skutkiem natychmiastowym dla RT. Powodem były obawy regulatorów odnośnie do niezależności stacji, która jest wspierana finansowo przez rząd rosyjski, który jest odpowiedzialny za inwazję Rosji na Ukrainę. Przy czym budziły zastrzeżenia prawa, jakim podlegają dziennikarze z Rosji. Poza tym Ofcom prowadzi 29 dochodzeń odnośnie do bezstronności RT w relacjonowaniu konfliktu Rosji z Ukrainą, a w 2019 ukarał stację grzywną.

## Krytyka stacji
RT jest krytykowana przez niektórych komentatorów i dziennikarzy za proputinowskie nastawienie oraz wspieranie teorii spiskowych. Wskazuje się niejednokrotnie, iż głównym celem istnienia RT jest propagowanie stanowiska rządu za granicą w sposób analogiczny do Voice of America lub wpływanie na CNN (z tego powodu oraz budowy i wyglądu, sposobu prezentacji i samych prezenterów programu jest nazywana m.in. rosyjskim CNN, dodatkowo w opozycji do VoA, Russia Today zmieniła nazwę na RT). Budżet w wysokości 300 milionów dolarów w 2012 roku został osobiście uratowany przed cięciami przez Putina.
W marcu 2014 roku dwie dziennikarki RT America na wizji potępiły działania Rosji w trakcie konfliktu z Ukrainą. 3 marca Abby Martin, podczas programu Breaking the Set, potępiła działania Kremla i określiła je jako „okupację Krymu”. Dzień później Liz Wahl, podczas programu na żywo, oświadczyła, że w ramach protestu odchodzi ze stacji.